# Chapelle ardente
Pour les articles homonymes, voir Chapelle (homonymie).

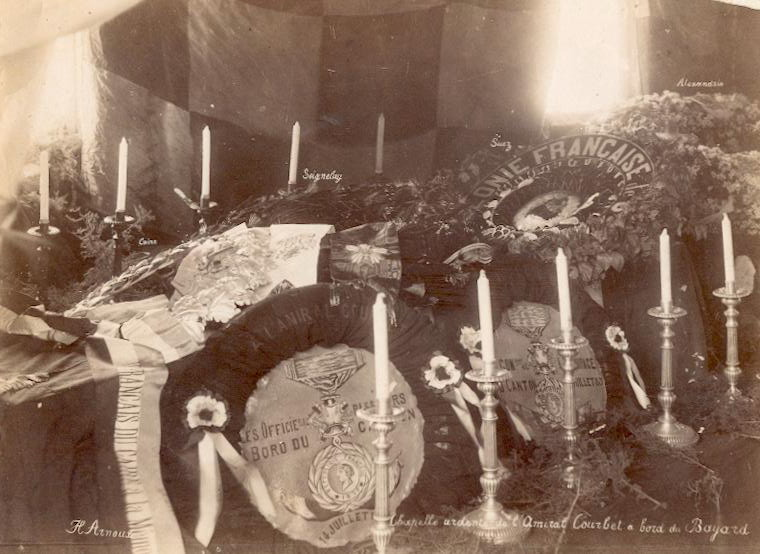
Chapelle ardente de l'amiral Courbet (1827-1885)

Une chapelle ardente ou chapelle mortuaire est un lieu temporaire spécialement aménagé pour accueillir le corps d'un défunt, en attendant la cérémonie funéraire, afin que des personnes ayant des liens divers avec lui (famille, voisins, amis, collègues, concitoyens) puissent lui rendre visite, lui rendre hommage, et le veiller.
Dans des situations de catastrophe, la chapelle ardente peut être une salle de grande dimension et héberger les dépouilles de plusieurs défunts. 
Selon les circonstances de la mort, les conditions de température ou les habitudes culturelles, le corps du ou des défunts, mis en bière et disposé sur un catafalque, est visible ou non.

## Historique
La chapelle ardente tire son qualificatif d'« ardente » des cierges qui sont souvent utilisés pour l'éclairer.
Cet élément est caractéristique de toutes les cérémonies funèbres princières à la fin du Moyen Âge. Le récit des funérailles de Louis X en 1316 donne à cette occasion la première attestation documentaire de deux chapelles ardentes élevées à Saint-Denis et Notre-Dame. C'est toutefois dans le récit des obsèques de René d'Anjou, mort en 1480, que l'expression « chapelle ardente » est attestée pour la première fois.

## Dans la fiction

### Littérature
- Un petit clerc, son voisin, lui apprit que la vénérable relique était dans le haut de l'édifice dans une chapelle ardente. (...) La porte s'ouvrit tout à coup. La petite chapelle parut comme embrasée de lumière. On apercevait sur l'autel plus de mille cierges divisés en huit rangs séparés entre eux par des bouquets de fleurs. L'odeur suave de l'encens le plus pur sortait en tourbillon de la porte du sanctuaire. La chapelle dorée à neuf était fort petite, mais très élevée. Julien remarqua qu'il y avait sur l'autel des cierges qui avaient plus de quinze pieds de haut. (Stendhal, Le Rouge et le Noir, 1830)

### Théâtre
- Ines Pérée et Inat Tendu sont réfugiés dans la chapelle ardente désaffectée d'une clinique vétérinaire. Des tentures noires jusqu'à terre. Deux petits cercueils. (...) « J'ai pu te porter tout le long jusqu'ici sans te déranger. C'est une cave d'hôpital de chiens et de chats. Elle doit servir de chapelle ardente de temps en temps. » (Réjean Ducharme, Ines Pérée et Inat Tendu, 1968)